# Yonago
Yonago (jap. 米子市 Yonago-shi) – miasto w Japonii, w prefekturze Tottori, w południowo-zachodniej części wyspy Honsiu, port rybacki nad Morzem Japońskim.

## Położenie
Miasto leży we wschodniej części prefektury, na półwyspie Yumigahama. Graniczy z Sakaiminato oraz Yasugi w prefekturze Shimane.
W mieście znajduje się stacja kolejowa Yonago.

## Gospodarka
W mieście rozwinął się przemysł stoczniowy, maszynowy, celulozowo-papierniczy oraz spożywczy.

## Historia
1 października 1889 roku powstała miejscowość Yonago. 1 kwietnia 1927 roku zdobyło status miasta. 31 marca 2005 roku do miasta przyłączyło się miasteczko Yodoe.

## Populacja
Zmiany w populacji Yonago w latach 1970–2015:
| Rok  | Populacja |
| ---- | --------- |
| 1970 | 117 056   |
| 1975 | 126 523   |
| 1980 | 136 053   |
| 1985 | 140 615   |
| 1990 | 140 503   |
| 1995 | 143 856   |
| 2000 | 147 837   |
| 2005 | 149 584   |
| 2010 | 148 271   |
| 2015 | 149 313   |

## Miasta partnerskie
- Chiny: Baoding